# Augusto Ravetta
Augusto Ravetta (Novara, 13 luglio 1910 – Novara, 1º gennaio 1976) è stato un calciatore italiano, di ruolo attaccante.

## Carriera
Con il Novara disputa 9 gare segnando 5 gol nel campionato di Divisione Nazionale 1928-1929, e nei successivi sei campionati di Serie B totalizza altre 125 presenze e 35 reti.
Lascia il Novara nel 1935 per militare in seguito nel Seregno e nel G.S. C.A.N.S.A. Cameri. Nella stagione 1941-1942 gioca con la Vittorio Necchi di Pavia in Serie C, e infine nel Gozzano